# Campeonato Sanmarinense 2001-02
El Campeonato sanmarinense 2001-02 fue la decimoséptima edición del  Campeonato sanmarinense de fútbol. Domagnano  conquistó su segundo título al vencer por 1-0 al Cailungo en la final

## Equipos participantes
| Club             | Ciudad         |
| ---------------- | -------------- |
| Cailungo         | Borgo Maggiore |
| Cosmos           | Serravalle     |
| Domagnano        | Domagnano      |
| Faetano          | Faetano        |
| Folgore/Falciano | Serravalle     |
| Juvenes/Dogana   | Serravalle     |
| La Fiorita       | Montegiardino  |
| Libertas         | Borgo Maggiore |
| Montevito        | Fiorentino     |
| Murata           | San Marino     |
| Pennarossa       | Chiesanuova    |
| San Giovanni     | Borgo Maggiore |
| Tre Fiori        | Fiorentino     |
| Tre Penne        | Serravalle     |
| Virtus           | Acquaviva      |

## Fase Regular

#### Grupo A
| Pos. | Equipo           | Pts. | PJ | G  | E | P  | GF | GC | Dif. | Clasificación 2001–02 |
| ---- | ---------------- | ---- | -- | -- | - | -- | -- | -- | ---- | --------------------- |
| 1    | Cailungo         | 40   | 21 | 11 | 7 | 3  | 31 | 18 | +13  | Play-Off              |
| 2    | Domagnano        | 36   | 21 | 10 | 6 | 5  | 36 | 27 | +9   | Play-Off              |
| 3    | Faetano          | 35   | 21 | 10 | 5 | 6  | 38 | 26 | +12  | Play-Off              |
| 4    | Virtus           | 35   | 21 | 10 | 5 | 6  | 40 | 24 | +16  |                       |
| 5    | Folgore/Falciano | 28   | 21 | 8  | 4 | 9  | 37 | 37 | 0    |                       |
| 6    | San Giovanni     | 24   | 21 | 6  | 6 | 9  | 27 | 35 | −8   |                       |
| 7    | La Fiorita       | 9    | 21 | 1  | 6 | 14 | 12 | 42 | −30  |                       |
| 8    | Juvenes/Dogana   | 3    | 21 | 0  | 3 | 18 | 13 | 59 | −46  |                       |

Actualizado a los partidos jugados el 2002.
 Fuente: -

#### Grupo B
| Pos. | Equipo     | Pts. | PJ | G  | E | P  | GF | GC | Dif. | Clasificación 2001–02 |
| ---- | ---------- | ---- | -- | -- | - | -- | -- | -- | ---- | --------------------- |
| 1    | Cosmos     | 49   | 20 | 15 | 4 | 1  | 46 | 16 | +30  | Play-Off              |
| 2    | Pennarossa | 46   | 20 | 14 | 4 | 2  | 41 | 19 | +22  | Play-Off              |
| 3    | Libertas   | 42   | 20 | 13 | 3 | 4  | 38 | 18 | +20  | Play-Off              |
| 4    | Murata     | 33   | 20 | 10 | 3 | 7  | 40 | 27 | +13  |                       |
| 5    | Tre Fiori  | 18   | 20 | 5  | 3 | 12 | 21 | 30 | −9   |                       |
| 6    | Montevito  | 18   | 20 | 4  | 6 | 10 | 27 | 38 | −11  |                       |
| 7    | Tre Penne  | 10   | 20 | 1  | 7 | 12 | 16 | 40 | −24  |                       |

Actualizado a los partidos jugados el 2002.
 Fuente: -

## Play-offs

#### Primera ronda
|}

#### Seguna ronda
| Equipo 1   | Resultado | Equipo 2 |
| ---------- | --------- | -------- |
| Pennarossa | 1–2       | Faetano  |
| Domagnano  | 4–2       | Libertas |

|}

#### Tercera ronda
| Equipo 1 | Resultado | Equipo 2  |
| -------- | --------- | --------- |
| Cailungo | 3–0       | Faetano   |
| Cosmos   | 1–0       | Domagnano |

|}

#### Cuarta ronda
| Equipo 1  | Resultado | Equipo 2   |
| --------- | --------- | ---------- |
| Faetano   | 1–2       | Libertas   |
| Domagnano | 4–2       | Pennarossa |

|}

#### Semifinal
| Equipo 1 | Resultado | Equipo 2  |
| -------- | --------- | --------- |
| Cailungo | 2–1       | Cosmos    |
| Libertas | 1–3       | Domagnano |

|}

#### Final
| Equipo 1 | Resultado | Equipo 2  |
| -------- | --------- | --------- |
| Cosmos   | 0–1       | Domagnano |

|}

| Equipo 1 | Resultado | Equipo 2  |
| -------- | --------- | --------- |
| Cailungo | 0–1       | Domagnano |

| Campeón             |
|                     |
| Domagnano 2° título |